# Хамбургска битка
Хамбургската битка е една от последните битки от Втората световна война, в която между 18 април и 3 май 1945 г. остатъците от германската 1-ва парашутна армия се сражават с британския VIII корпус за контрола над Хамбург. Британските войски са срещат ожесточена съпротива, тъй като града е последния останал джоб на съпротивата на север. След като британците превземат Хамбург, те продължават на североизток и обграждат останките на 1-ва парашутна армия и група армии „Северозапад“ на полуостров Ютланд.

## Обстановка, предхождаща операцията
След като западните съюзници преминават Рейн, германските армии на запад започнат да се разпадат. Група армии „Б“ под командването на Валтер Модел, състояща се от три армии, е обкръжена и пленена от американските 1-ва и 9-а армия. С това се прекратява последната ефективна германска съпротива на запад.
След поражението на група армии „Б“ германците успяват да организират съпротива само в няколко града, но комуникациите между тях са затруднени. Съюзническите армии започват общо настъпление в Германия, като американците атакуват в централно направление, а британците подсигуряват северния им фланг. Британското настъпление се води от британската 2-ра армия под командването на генерал-лейтенант Майлс Демпси. Целта на армията е да напредне през Северна Германия и да продължи към Берлин. Британците се натъкват на по-слаба съпротива, в сравнение с американците на юг и напредват с постоянен и бърз темп.
1-ва парашутна армия и новосформираната група армии „Северозапад“ са последните германски формирования на север. Докато британците продължават настъплението си германското висше командване в Берлин, което е под обсада на Червената армия, отказва да изпрати подкрепления. Германците успяват да устоят на британците в Бремен за една седмица, а оцелелите войски се изтеглят на полуостров Ютланд. На север Хамбург е последния голям град в германски ръце и те дават последен отпор там.
След превземането на Солтау британската 7-а бронетанкова дивизия от VIII корпус е готова да атакува града.

## Бойни действия

### Предварителни бойни действия
Преди достигането на британските войски германците организират отбраната на Харбург.
Британското настъпление към Хамбург е водено от 7-а бронетанкова дивизия, която атакува предградието Харбург и напредва до река Елба срещу Хамбург. 15-а (шотландска) пехотна дивизия атакува град Илцен на юг от града. Елементи от XII корпус нападат самия Хамбург от северозапад.
На път за Харбург 7-а бронетанкова дивизия превзема Уел и Тостедт на 18 април и навлиза в Холенщад на следващия ден. На 20 април превзема Даерсторф. Артилерийски наблюдатели от кралската конна артилерия достигат Елба и започват да насочват артилерийски огън по войски и влакове от другата страна на реката. В същия ден 131-ва пехотна бригада превзема Вахрендорф само на две мили южно от Харбург. 7-а бронетанкова дивизия спира настъплението за пет дни в близост до Хамбург, изгражда периметър и се подготвя за нападението над града.
На 26 април 12-и полк на СС, подсилен с войници от Хитлерюгенд, моряци и полицаи атакува при Вахрендорф. Подкрепени от 88-милиметрови оръдия и 75-милиметрови гаубици те достигат центъра на града, но след пристигането на британски танкове са изтласкани обратно. Битката продължава до следващия ден, когато германците се оттеглят обратно в Харбург, оставяйки 60 мъртви и 70 пленени.

### Нападение на града
На 28 април британците започват нападението над града. 5-и кралски танков полк, 9-и пехотен полк от Дърам и 1-ва стрелкова бригада превземат Йестебург и Хитфелд. Германците взривяват части от аутобана при Хитфелд и забавят британското настъпление. Войските на 1-ва парашутна армия представляват смесица от СС, парашутисти, Фолксщурм и редови войници от Вермахта подкрепени от моряци, полиция, пожарникари и хитлерова младеж. Подкрепени са от 88-милиметрови оръдия, които вече не са необходими за противовъздушна охрана. Много германски части, включително батальон от самоходни противотанкови оръдия, унгарски СС и противотанкови войски въоръжени с Панцерфауст са разположени в гората на юг от Хамбург. Първоначално британците подминават района, но впоследствие 53-та дивизия подкрепена от 1-ви кралски танков полк прочиства гората и взема в плен германските войски там, общо 2000 души.
На 28 април 3-ти полк от Кралската конна артилерия започва обстрел на каучуковите работилници „Феникс“ в Хамбург. На 29 април е изпратена делегация, за да се обсъди предаването на града. На 30 април Адолф Хитлер се самоубива в Берлин и гросадмирал Карл Дьониц нарежда на Алвин Волц да договори предаването на града на британците. Волц заедно с малка немска делегация пристига в щаба на 7-а бронетанкова дивизия на 2 май и официално се предава в Хамбург на 3 май. Същият следобед 11-и хусари полк води останалите части на 7-а бронетанкова дивизия в разрушения град.
- Танк Кромуел от 7-а бронетанкова дивизия в Хамбург, 3 май 1945 г.
- Универсални транспортьори на 1/5-и кралски полк, 7-а бронетанкова дивизия в Хамбург
- Немски подводници в корабостроителницата Блом и Вос

## Последствия
Хамбург е последната останала защита за германците на север. След като британците превземат града, оцелелите войски на 1-ва парашутна армия заедно с група армии „Северозапад“ отстъпват към полуостров Ютланд. Повечето от тях се насочват към Кил, където срещат войници от армейска група „Висла“, които бягат от съветските войски на Източния фронт. 7-а бронетанкова дивизия напредва необезпокоявано до Любек, където на 4 май достигат новините за германската капитулация.